# Euffigneix
Euffigneix és un municipi francès situat al departament de l'Alt Marne i a la regió del Gran Est. L'any 2007 tenia 270 habitants.

## Demografia

### Població
El 2007 la població de fet d'Euffigneix era de 270 persones. Hi havia 108 famílies de les quals 20 eren unipersonals (12 homes vivint sols i 8 dones vivint soles), 40 parelles sense fills, 40 parelles amb fills i 8 famílies monoparentals amb fills.
La població ha evolucionat segons el següent gràfic:
Habitants censats

### Habitatges
El 2007 hi havia 115 habitatges, 105 eren l'habitatge principal de la família, 2 eren segones residències i 8 estaven desocupats. 112 eren cases i 2 eren apartaments. Dels 105 habitatges principals, 100 estaven ocupats pels seus propietaris, 4 estaven llogats i ocupats pels llogaters i 1 estava cedit a títol gratuït; 1 tenia una cambra, 1 en tenia dues, 4 en tenien tres, 26 en tenien quatre i 73 en tenien cinc o més. 86 habitatges disposaven pel capbaix d'una plaça de pàrquing. A 35 habitatges hi havia un automòbil i a 66 n'hi havia dos o més.

### Piràmide de població
La piràmide de població per edats i sexe el 2009 era:
| Homes | Edats   | Dones |
| ----- | ------- | ----- |
| 0     | 95 o +  | 0     |
| 0     | 90 a 94 | 0     |
| 0     | 85 a 89 | 0     |
| 0     | 80 a 84 | 0     |
| 0     | 75 a 79 | 4     |
| 0     | 70 a 74 | 4     |
| 12    | 65 a 69 | 4     |
| 8     | 60 a 64 | 12    |
| 0     | 55 a 59 | 8     |
| 16    | 50 a 54 | 4     |
| 28    | 45 a 49 | 28    |
| 16    | 40 a 44 | 12    |
| 12    | 35 a 39 | 8     |
| 8     | 30 a 34 | 8     |
| 4     | 25 a 29 | 8     |
| 16    | 20 a 24 | 4     |
| 20    | 15 a 19 | 24    |
| 4     | 10 a 14 | 24    |
| 4     | 5 a 9   | 12    |
| 4     | 0 a 4   | 12    |

## Economia
El 2007 la població en edat de treballar era de 176 persones, 136 eren actives i 40 eren inactives. De les 136 persones actives 132 estaven ocupades (69 homes i 63 dones) i 4 estaven aturades (2 homes i 2 dones). De les 40 persones inactives 19 estaven jubilades, 12 estaven estudiant i 9 estaven classificades com a «altres inactius».

### Ingressos
El 2009 a Euffigneix hi havia 111 unitats fiscals que integraven 299 persones, la mediana anual d'ingressos fiscals per persona era de 22.024 €.

### Activitats econòmiques
Dels 9 establiments que hi havia el 2007, 1 era d'una empresa alimentària, 4 d'empreses de construcció, 1 d'una empresa de comerç i reparació d'automòbils, 1 d'una empresa de transport i 2 d'empreses financeres.
Dels 3 establiments de servei als particulars que hi havia el 2009, 2 eren fusteries i 1 empresa de construcció.
L'any 2000 a Euffigneix hi havia 5 explotacions agrícoles.

## Poblacions més properes
El següent diagrama mostra les poblacions més properes.